# آيت بوبكر (واد إفران)
آيت بوبكر هي إحدى مشيخات المملكة المغربية، تتبع جغرافيا لإقليم إفران وإداريًا لواد إفران. يقدر عدد سكانها بـ 22121 نسمة حسب الإحصاء الرسمي للسكان والسكنى لسنة 2004.